# 徐州九里山军火库爆炸事件
徐州九里山军火库爆炸事件是1947年4月23日晚，中国共产党地下情报工作人员策动炸毁国军联勤总部徐州九里山北营区军火库事件。

## 背景
1947年春，陆军总司令部徐州司令部发动对山东解放区的重点进攻。集中3个兵团、24个整编师、60个整编旅，共50万机动部队从临沂至泰安一线并肩攻击沂蒙山腹地，企图与华东野战军决战。华东局和华东军区指示在国军后方加紧搜集情报、开展兵运瓦解敌军。

## 行动经过
中共鲁南区党委下属的徐州市委领导的徐州情报站（亦称徐州市委情报科，在徐州市内和市外建立了多处情报工作基点）专职政治交通员权兴周策动徐州九里山军械库中尉传达长祖克尧尽快炸毁该军械库。 
1947年4月23日下午九里山油库收储汽油。晚上收工时，祖克尧从大衣上撕下一块棉絮包着一个点燃烟头，搁在泼洒了汽油的油桶上，随后离开现场。4月23日23时10分起火，引发的爆炸、大火至次日下午尚未扑灭。4月23日夜里，祖克尧赶到兴华春饭馆，权兴周把准备好的两套便衣给祖换上，又给其十块银圆做路费送出城。

## 后果
联勤总部第一补给区司令部第21械弹库、装甲兵教导总队仓库、整编第11师留守处仓库等30多亩的库区全被炸毁，共损失战车13辆，汽车80辆，美式机枪、步机4万多支，汽油三百桶，及其他各种物资。